# Giovanni Battista Caracciolo
Giovanni Battista Caracciolo (nazývaný rovněž Battistello; 1578–1635) byl italský umělec a důležitý neapolský následovník Caravaggia.

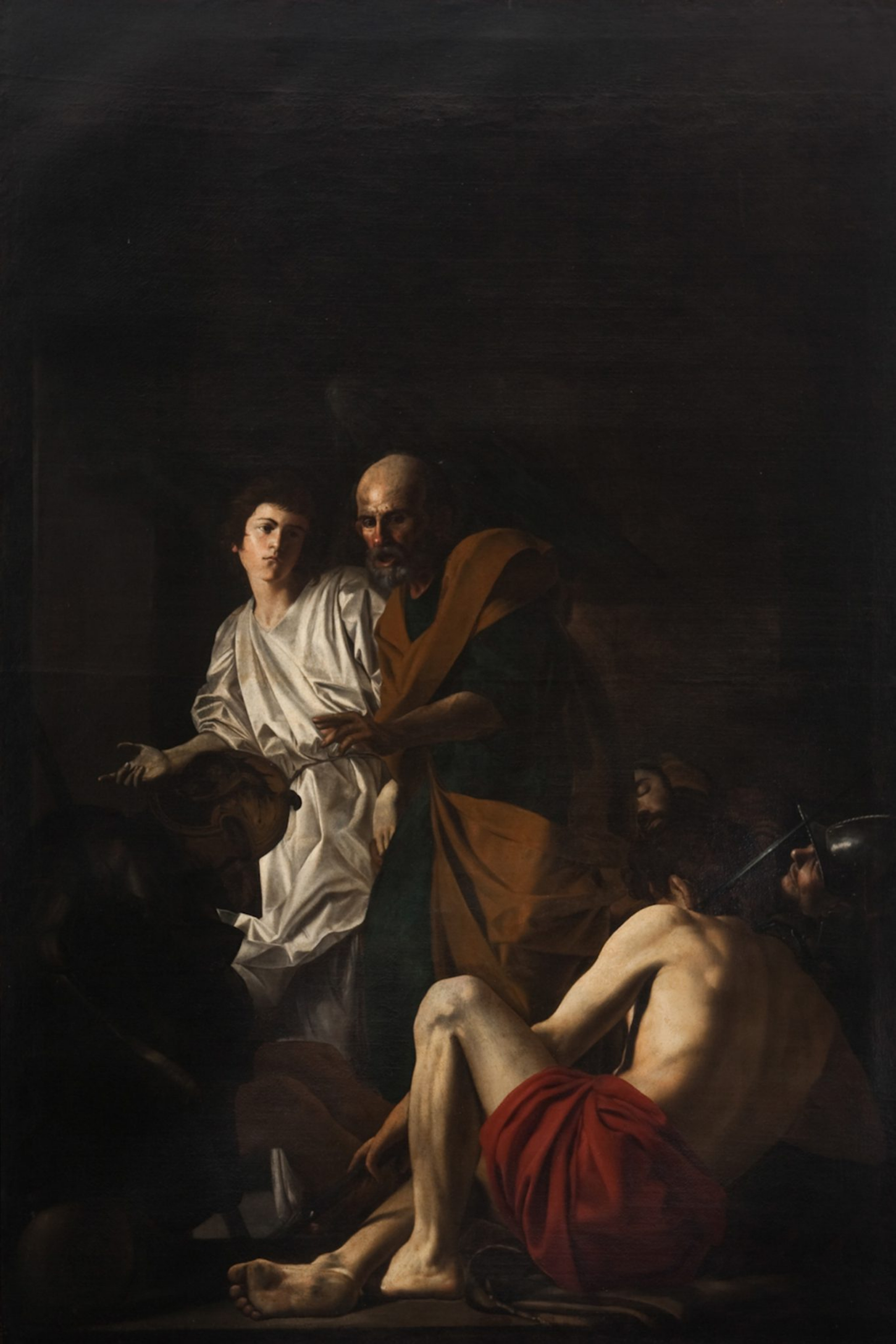
Osvobození sv. Petra. Museo Nazionale di Capodimonte, Neapol. Je považováno za Battistellovo mistrovské dílo, živě zachycuje emoci scény, kdy je Petr veden andělem z vězení.

Caracciolo se narodil v Neapoli. Jeho první lekce byli od Francesca Imparata. Koncem roku 1606 přijel do Neapole Caravaggio poté, co v Římě zabil v hádce muže. Jeho pobyt ve městě trval pouhých osm měsíců, s další krátkou návštěvou v letech 1609/1610, kdy udělal hluboký dojem na umělecký život v Neapoli. Battistello, který byl pouze o několik měsíců mladší než Caravaggio, byl mezi prvními, kteří přijali zarážející nový styl tmavých barev, dramatické temnoty a sochařských postav v mělkém obraze definovaném světlem spíše než perspektivou. Mezi neapolskými Caravaggisty byli Giuseppe Ribera, Carlo Sellitto, Artemisia Gentileschi a Caracciolův žák Mattia Preti na počátku své kariéry.
Mezi prvními díly, která ukazovala Caravaggiův vliv, bylo Osvobození sv. Petra (1608–09), malovaný pro stejnojmenný kostel (Chiesa del Monte della Misericordia) a pár let po Mistrově Sedmi aktech milosrdenství. Po výletě do Říma v roce 1614 jeho malování zjemnilo, v té době se stal vůdcem nové Neapolské školy, která rozdělila jeho čas mezi náboženské podněty (oltářní kousky a, neobvykle pro Caravaggisty, fresky) a malování pro soukromé patrony.
Po roce 1618 navštívil Janov, Řím a Florencii. V Římě se dostal pod vliv obnoveného klasicismu bratranců Carracciů a emiliánské školy a začal pracovat směrem ke spojení jejich stylu a jeho vlastní temnoty – jeho Kupido, s bravurou, s jakou drží červený šat, ukazuje vliv Carracciovského spojení. Zpět v Neapolu přeměnil tento styl v grandioznost, ve fresky velkých včetně jeho mistrovského díla Mytí nohou z roku 1622, které namaloval pro Certosa di San Martino. Další díla maloval také v Santa Maria La Nova a San Diego all Ospedaletto.

## Galerie

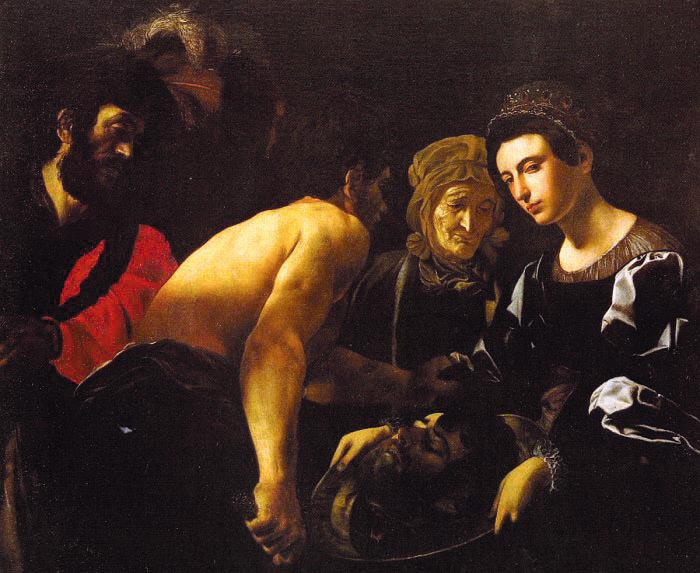
Salome. Galerie Uffizi, Florencie. Malba znázorňuje Battistellovo mistrovství vizuálního jazyka Caravaggia.